# EOS 50E
Canon EOS 50 (còn được gọi là ELAN II ở Mỹ và EOS 55 tại Nhật Bản) là máy ảnh film 35mm tự động lấy nét. Nó nhắm vào thị trường nghiệp dư tiên tiến, và có tính năng quay số lệnh phía sau, hỗ trợ các chức năng tùy chỉnh và kẹp pin tùy chọn BP-50, với bản phát hành màn trập chân dung chuyên dụng. Thân máy được làm bằng nhựa, với ngàm ống kính và sàn trên cùng được bọc trong một vỏ nhôm.

## Mô tả
Ba biến thể của máy ảnh đã được sản xuất, mỗi biến thể đều có sẵn dấu ấn ngày thạch anh. Mẫu cơ bản là EOS 50. Biến thể EOS 50E đã giới thiệu phiên bản nâng cao của hệ thống lấy nét tự động điều khiển bằng mắt 3 vùng lần đầu tiên được nhìn thấy trên máy ảnh EOS A2. Tại Nhật Bản, máy ảnh EOS 55 chỉ có phiên bản toàn màu đen - thay vì phối màu đen và bạc tiêu chuẩn - và bao gồm tùy chọn toàn cảnh. Trượt nút ở dưới cùng phía sau máy ảnh sẽ khiến các tấm che đi tất cả các âm bản ngoại trừ dải 13 mm x 36mm ở giữa.
Máy ảnh EOS 50 cũng là máy ảnh đầu tiên triển khai hệ thống đèn flash E-TTL của Canon. Hệ thống TTL trước đây của Canon đã đo ánh sáng phản chiếu từ phim lên cảm biến trong quá trình phơi sáng thực tế. Mặt khác, E-TTL phát ra đèn flash trước cường độ thấp trước khi phơi sáng và đo ánh sáng phản xạ qua hệ thống đo sáng thông thường của máy ảnh.
Doanh số của EOS 50 bắt đầu vào tháng 9 năm 1995 và kết thúc sau khi giới thiệu mẫu thay thế, EOS 30 vào tháng 10 năm 2000.